# Acacia millefolia
Acacia millefolia är en ärtväxtart som beskrevs av Sereno Watson. Acacia millefolia ingår i släktet akacior, och familjen ärtväxter. Inga underarter finns listade i Catalogue of Life.